# 石津川
石津川（いしづがわ）は、大阪府堺市を流れる河川。大阪府が管理する二級河川である。

## 地理・歴史
大阪府堺市南区の大正池・天濃池にそれぞれ源を発する法道寺川・明正川合流点付近から、堺市内を北北西に流れる。西区の石津漁港（堺泉北港）で大阪湾に注ぐ。 本河川流域は堺市内に限定される。
上流部は低い泉北丘陵で、支流とともにこの丘陵を北北西に長い形に刻む。その一帯は陶邑窯跡群で、5世紀後半から10世紀、古墳時代から平安時代にかけて盛んに須恵器を生産した。製品は石津川を経由して送り出されたと考えられている。川沿いの深田遺跡がその積み出し倉庫と推定される。
大阪湾手前の河口には、葦舟に乗った蛭子命（戎大神）が漂着したと伝えられる場所があり、現在は石津太神社の御旅所として祀られている。

## 流域の自治体
大阪府
堺市南区、西区、中区、堺区

## 主な支流
- 法道寺川
- 明正川
- 妙見川
- 陶器川
- 伊勢路川
- 和田川
- 百済川

## 流域の主な施設等
- 堺公園墓地

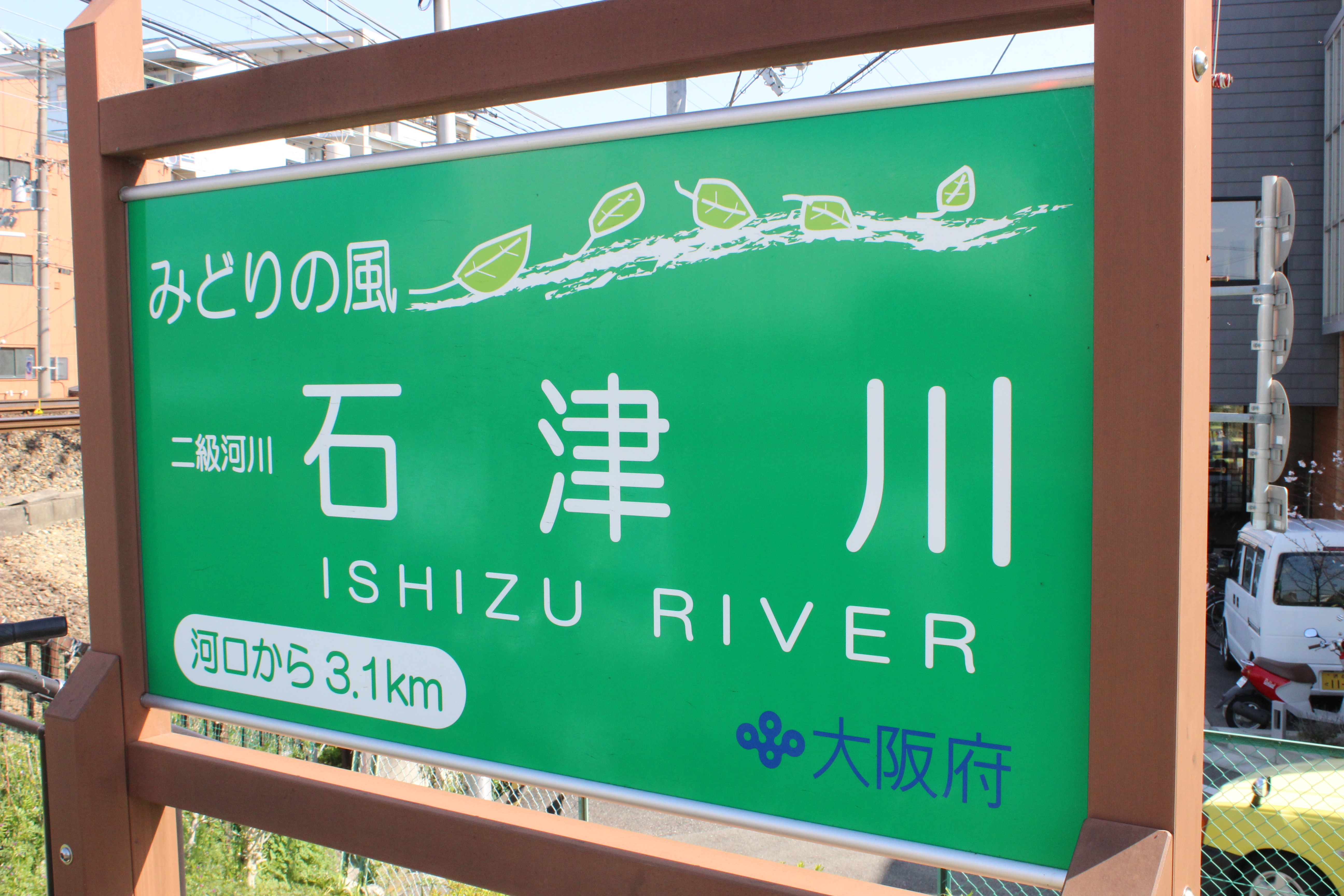
石津川の看板

- 大阪府道61号堺かつらぎ線 （しばらく並行する）
- 大阪府道38号富田林泉大津線（泉北1号線）・南海泉北線交点 （豊田橋）
- 阪和自動車道交点 （堺インターチェンジ付近）
- 和田川合流点、西堺警察署仮庁舎(～2008年6月1日)

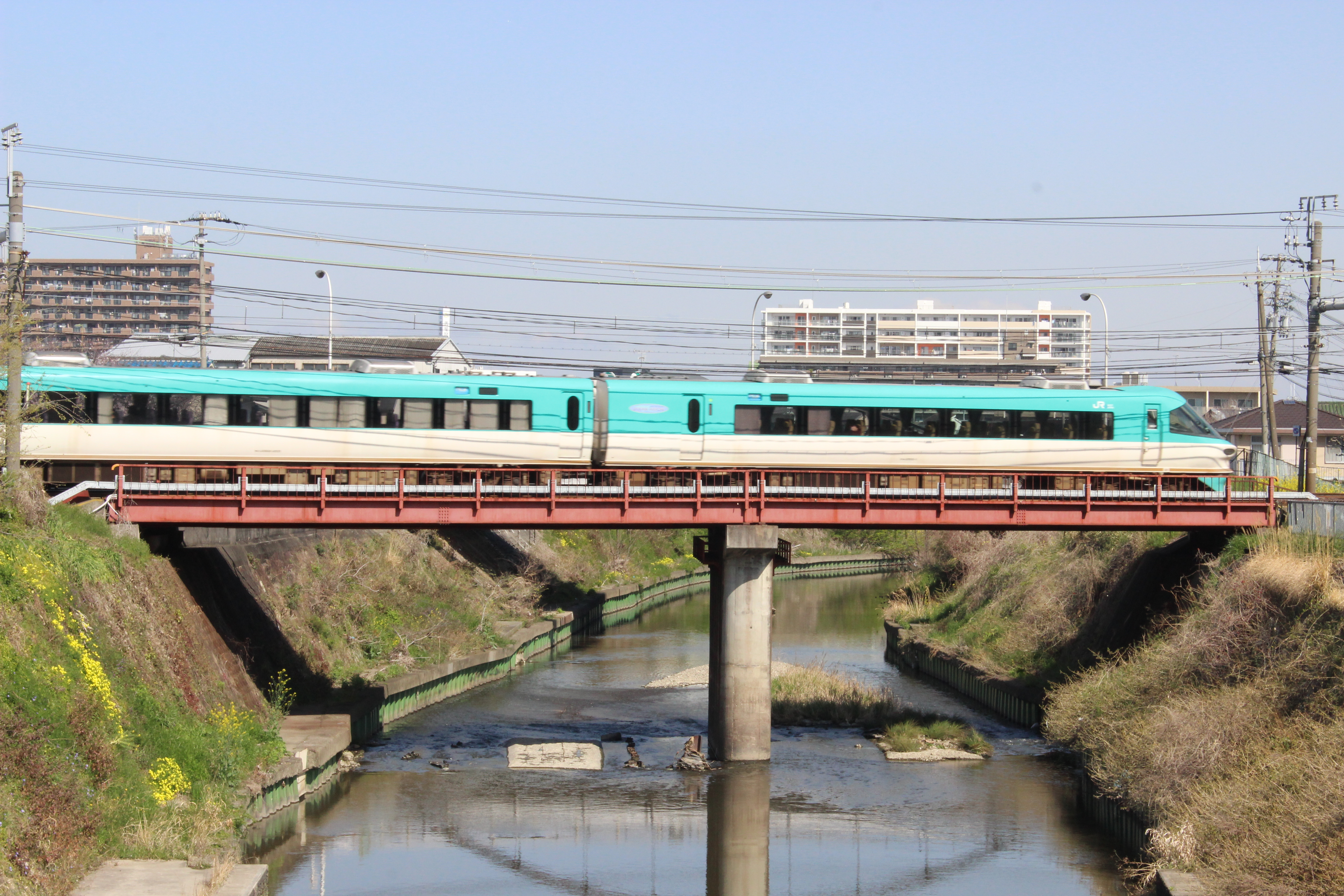
石津川を渡る阪和線

- 大阪府道28号大阪高石線交点
- JR阪和線交点 （津久野駅付近）
- 石津川を渡る阪和線大阪府道30号大阪和泉泉南線交点
- 国道26号交点
- 阪堺電気軌道交点 （石津停留場付近）
- 南海本線交点 （石津川駅－諏訪ノ森駅間）
- 大阪府道204号堺阪南線交点
- 大阪府道29号大阪臨海線 （石津大橋）